# Guangzhou International Women's Open 2007
Il Guangzhou International Women's Open 2007 (conosciuto anche come TOE Life Ceramics Guangzhou International Women's Open per motivi sponsorizzazione) è stato un torneo di tennis giocato sul cemento.
È stata la 4ª edizione del Guangzhou International Women's Open, che fa parte della categoria Tier III nell'ambito del WTA Tour 2007.Si è giocato a Canton in Cina, dal 24 settembre al 30 settembre 2007.

## Partecipanti

### Teste di serie

#### Singles
| Nazionalità | Giocatrice              | Ranking1 | Testa di serie |
| ----------- | ----------------------- | -------- | -------------- |
| Spagna      | Anabel Medina Garrigues | 31       | 1              |
| Francia     | Virginie Razzano        | 40       | 2              |
| Cina        | Peng Shuai              | 49       | 3              |
| Slovacchia  | Dominika Cibulková      | 57       | 4              |
| Russia      | Ol'ga Pučkova           | 59       | 5              |
| Bielorussia | Ol'ga Govorcova         | 60       | 6              |
| Spagna      | Lourdes Domínguez Lino  | 65       | 7              |
| Russia      | Alla Kudrjavceva        | 67       | 8              |

- 1Ranking al 17 settembre 2007.

#### Doppio
| Nazionalità           | Squadra                                          | Ranking1 | Testa di serie |
| --------------------- | ------------------------------------------------ | -------- | -------------- |
| Stati Uniti / Cina    | Vania King & Sun Tiantian                        | 46       | 1              |
| Spagna / Spagna       | Anabel Medina Garrigues & Virginia Ruano Pascual | 47       | 2              |
| Cina / Cina           | Peng Shuai & Yan Zi                              | 52       | 3              |
| Stati Uniti / Croazia | Jill Craybas & Jelena Kostanić Tošić             | 57       | 4              |

- 1Ranking al 17 settembre 2007.

### Altre partecipanti
Giocatrici che hanno ricevuto una Wild card:
- Sun Shengnan
- Yan Zi
- Ji Chunmei

Giocatrici passate dalle qualificazioni:
- Elise Tamaela
- Julie Ditty
- Song Shanshan
- Raquel Kops-Jones

## Campionesse

### Singolare
Virginie Razzano ha battuto in finale  Tzipora Obziler con il punteggio di 6–3, 6–0

### Doppio
Peng Shuai /  Yan Zi hanno battuto in finale  Vania King /  Sun Tiantian con il punteggio di 6–3, 6–4